# Navesti jõgi
Navesti jõgi (Navestifloden) är 102 km långt vattendrag i sydvästra Estland. Den är Pärnu jõgi största biflöde och är ett östligt vänsterbiflöde. 
Källan ligger 70 meter över havet vid Käsukonna i Imavere kommun i landskapet Järvamaa. Floden flyter från söderut förbi centralorten Imavere, genom sjön Eistvere järv och in i norra delen av landskapet Viljandimaa där den bitvis utgör gränsflod mot Jõgevamaa. Den rinner genom Kõo kommun där den svänger västerut och in i Suure-Jaani kommun där bland annat byn Navesti är belägen. Floden följer sedan gränsen mellan landskapen Viljandimaa och Pärnumaa där de stora våtmarkena Kuresoo och Riisa raba är belägna. Den möter Pärnufloden vid byn Jõesuu i Tori kommun i Pärnumaa. Vid sammanflödet, som ligger 14 meter över havet, är Navesti jõgi 60 meter bred och lika stor som Pärnu. 
Högerbiflöden (sydöstliga) till Navesti jõgi är Saarjõgi, Tipina oja, Räpu jõgi (21 km lång) och Arussaare jõgi. Vänsterbiflöden till Navesti jõgi är Halliste jõgi, Arjadi oja, Lõhavere oja, Luha oja (7 km), Tääksi oja, Oe oja och Räsna oja.